# Деніел Робінсон
Даніель Н. Робінсон (англ. Daniel N. Robinson; нар. 9 березня 1937, Монтіселло, Нью-Йорк, США — пом. 17 вересня 2018) — філософ, заслужений почесний професор філософії в Університеті Джорджтауну та член (фелло) факультету філософії Оксфордського університету.

## Кар'єра
Публікації Робінсон стосувались різних галузей філософії, зокрема етики, філософії психології, філософії юриспруденції, філософії свідомості, інтелектуальної історії, історії держави та права, історії психології. Він займав академічні посади в Емгерст-коледжі, Університеті Джорджтауну, Принстонському та Колумбійському університетах. Крім того, він служив головний консультантом PBS і BBC для їх відзначеної нагородами серії «Мозок» і «Mind». У 2011 році він отримав премію Gittler Американської психологічної асоціації за значний внесок у філософські основи психології.